# Cultura de Grècia

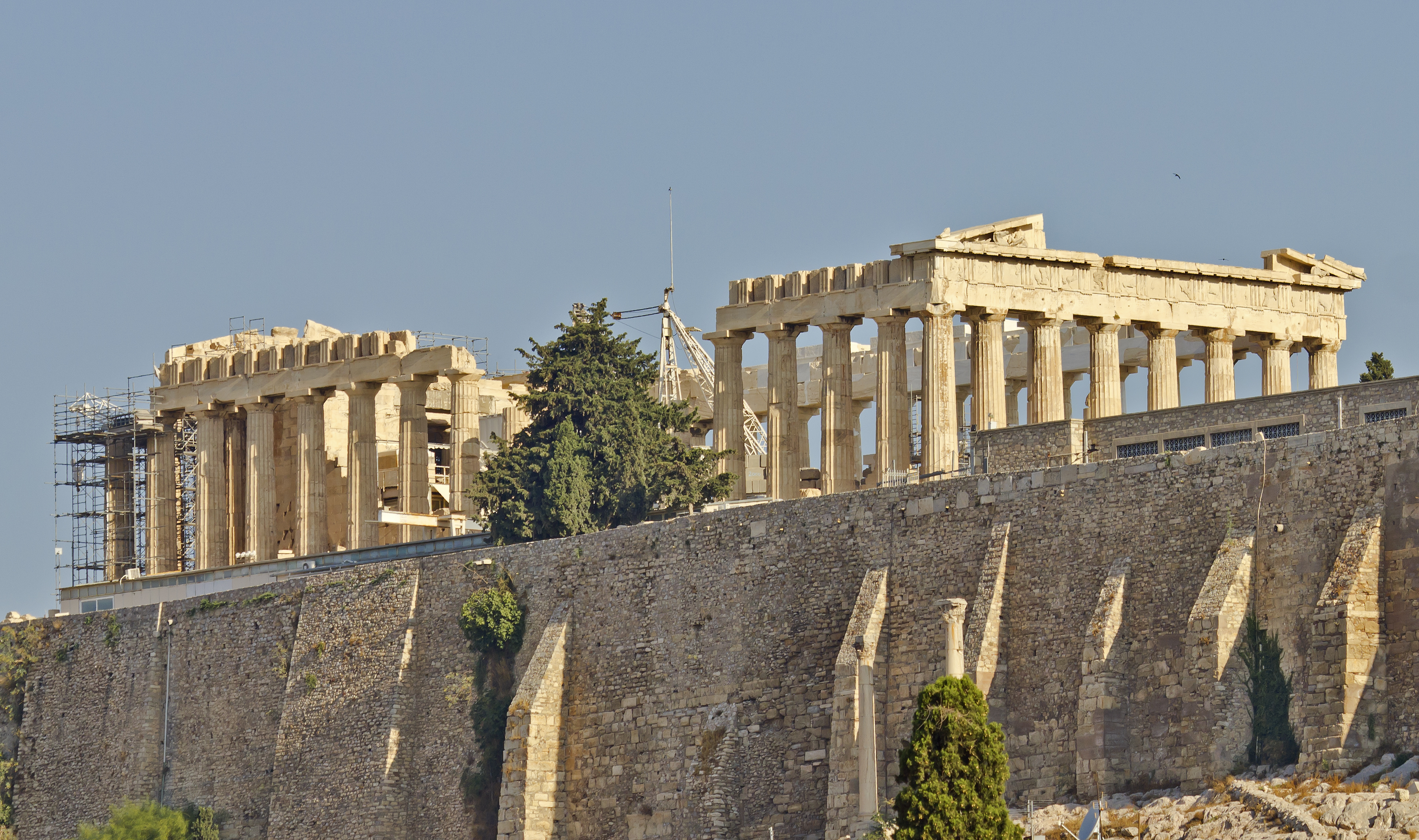
Grècia és sovint referida com «el bressol de la civilització occidental», i l'antiga Atenes va ser considerada el seu centre. El Partenó d'Atenes és el símbol imperible de la cultura grega.

La Cultura de Grècia ha evolucionat durant tota la seva història, amb els seus inicis en les civilitzacions minoica i micènica continuant amb la notabilíssima Grècia clàssica, el naixement de l'època hel·lenística i pel mig de la influència de l'Imperi Romà i la seva continuació medieval, l'Imperi Romà d'Orient, a la Grècia oriental. L'Imperi Otomà també va tenir una influència considerable en la cultura grega, però és la guerra d'independència grega la que revitalitza Grècia i propicia el naixement d'una identitat individual dintre de la seva polifacètica cultura al llarg de la seva història.

## Art
L'art i l'arquitectura de la Grècia antiga va tenir una gran influència en l'art occidental fins a l'actualitat.
L'art romà d'Orient i l'arquitectura romana d'Orient també van jugar un important paper als inicis del cristianisme i queda una significativa influència a les nacions cristianes ortodoxes d'Europa oriental i Euràsia. Fins ara, a causa dels estralls de la història, solament una petita varietat de l'art grec antic ha sobreviscut -sobretot escultura i arquitectura i arts menors, incloent-hi el disseny de monedes, ceràmica i el gravat de pedres precioses. Grècia també té, a partir de la revolució, un pes específic a la història de l'art contemporani.

### Arquitectura

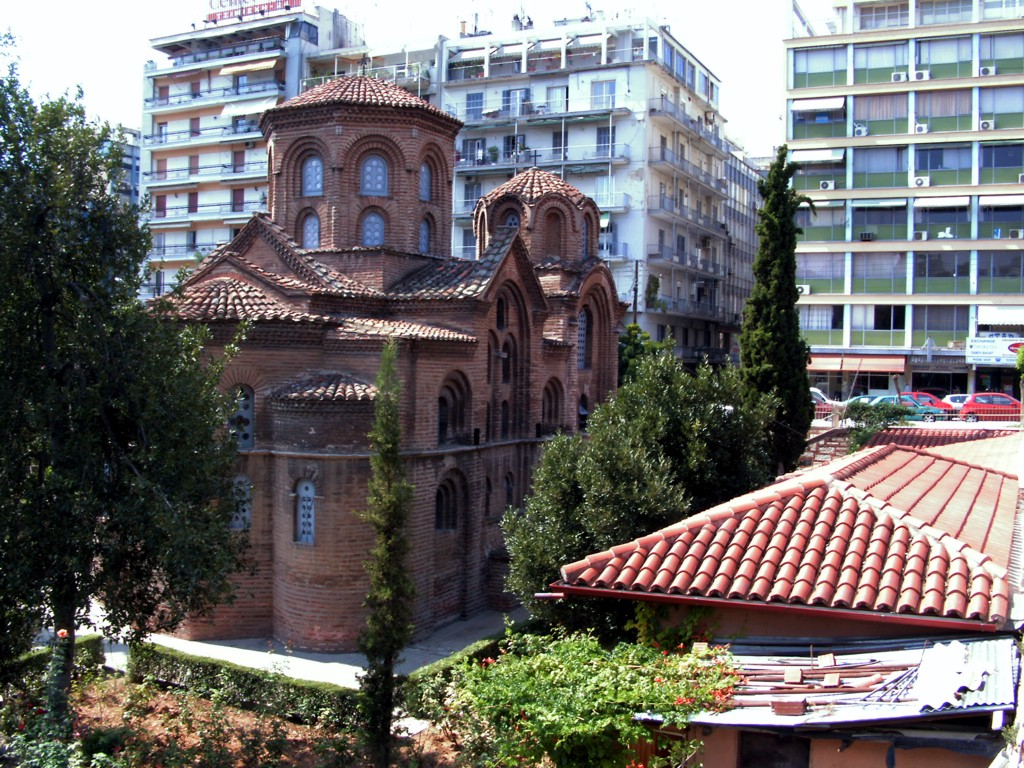
Un exemple clàssic d'arquitectura romana d'Orient a Tessalònica

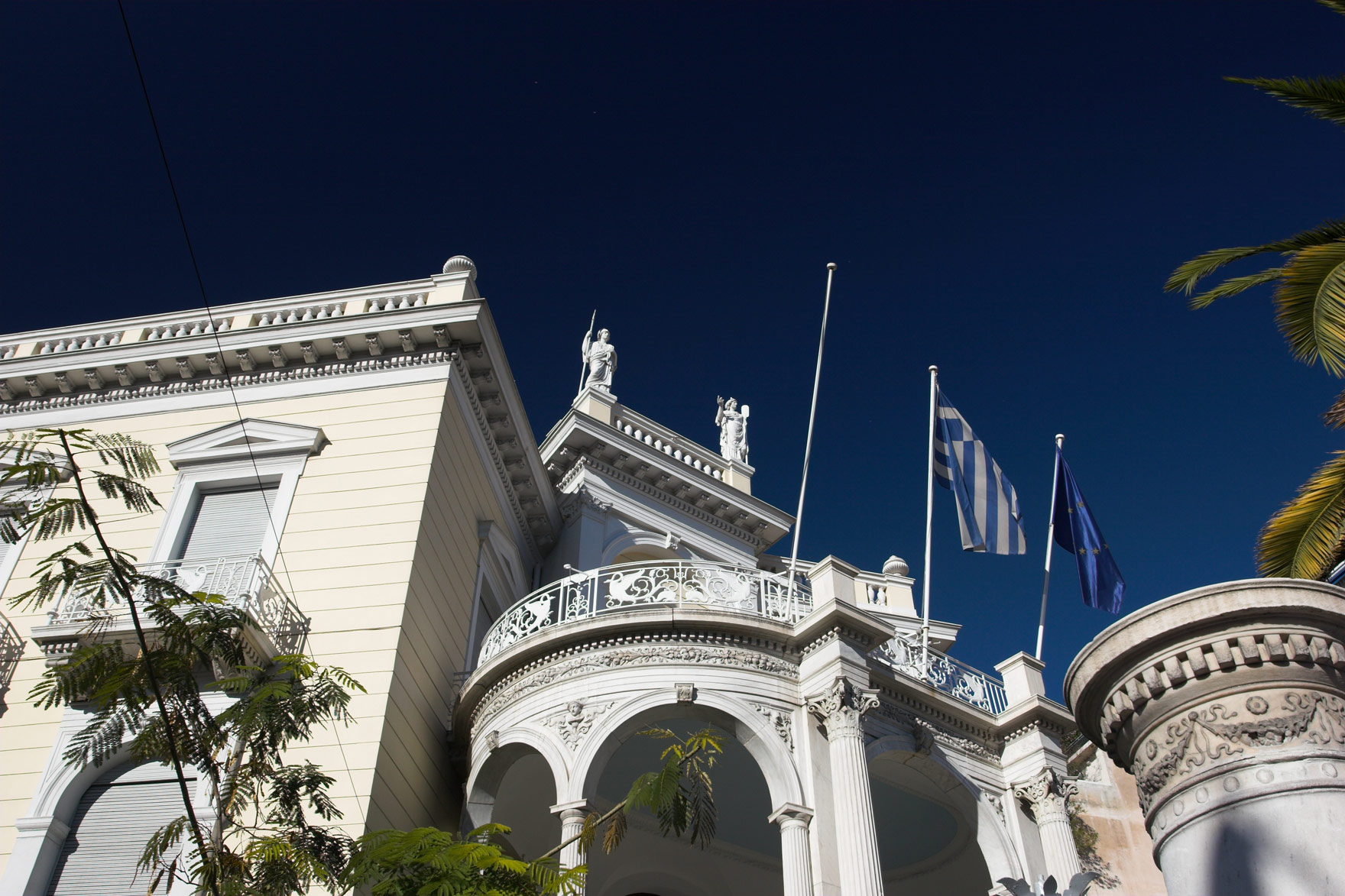
Un exemple de barreja de arquitectura romana d'Orient i arquitectura neoclàssica.

Les restes de l'arquitectura encara perviuen o estan ben documentades actualment. 	 
Els antics grecs van desenvolupar dos estils primaris o ordres clàssics. El sobri i sòlid dòric i el refinat i decoratiu jònic. Cal assenyalar que l'estil jònic va evolucionar dins de l'estil corinti.
La forma rectangular dels antics temples grecs, envoltats de columnates suportades per un pediment triangular, construïda de pedra calcària o marbre, continua sent un estil popular fins avui. Encara que l'arc era familiar als polvoríns, no estava àmpliament estès el seu ús, per contrast amb les posteriors edificacions romanes. Les obres representatives que perviuen de l'arquitectura grega són el Partenó i l'Erectèon d'Atenes, i les estructures romanes basades en el model grec, amb el Panteó de Roma, el qual és atribuït a l'arquitecte grec Apol·lodor de Damasc.
L'arquitectura romana d'Orient va ser un mode de construcció comuna des de l'ascens del cristianisme a l'època de Constantí I el Gran fins a la caiguda de l'Imperi Romà d'Orient el 1453 a les mans dels turcs otomans. Són característics la planta de creu grega, el capitell d'estil romà d'Orient, una barreja de jònic i capitells corintis, i una cúpula central envoltada per diverses petites cúpules. Grècia va experimentar també el ressorgiment de l'arquitectura neobizantina després de la revolució grega i força insospitadament, també l'apogeu de l'arquitectura neoclàssica als anys següents a la Revolució; això va venir a posar-la en contacte i interacció amb la tradicional vil·la romana d'Orient per produir una forma específica a la Grècia contemporània.
Com d'altres capitals contemporànies, Atenes té part a l'arquitectura Moderna i postmoderna, més concretament les últimes construccions de Santiago Calatrava per als Olimpíades d'Atenes de 2004.

### Pintura i escultura

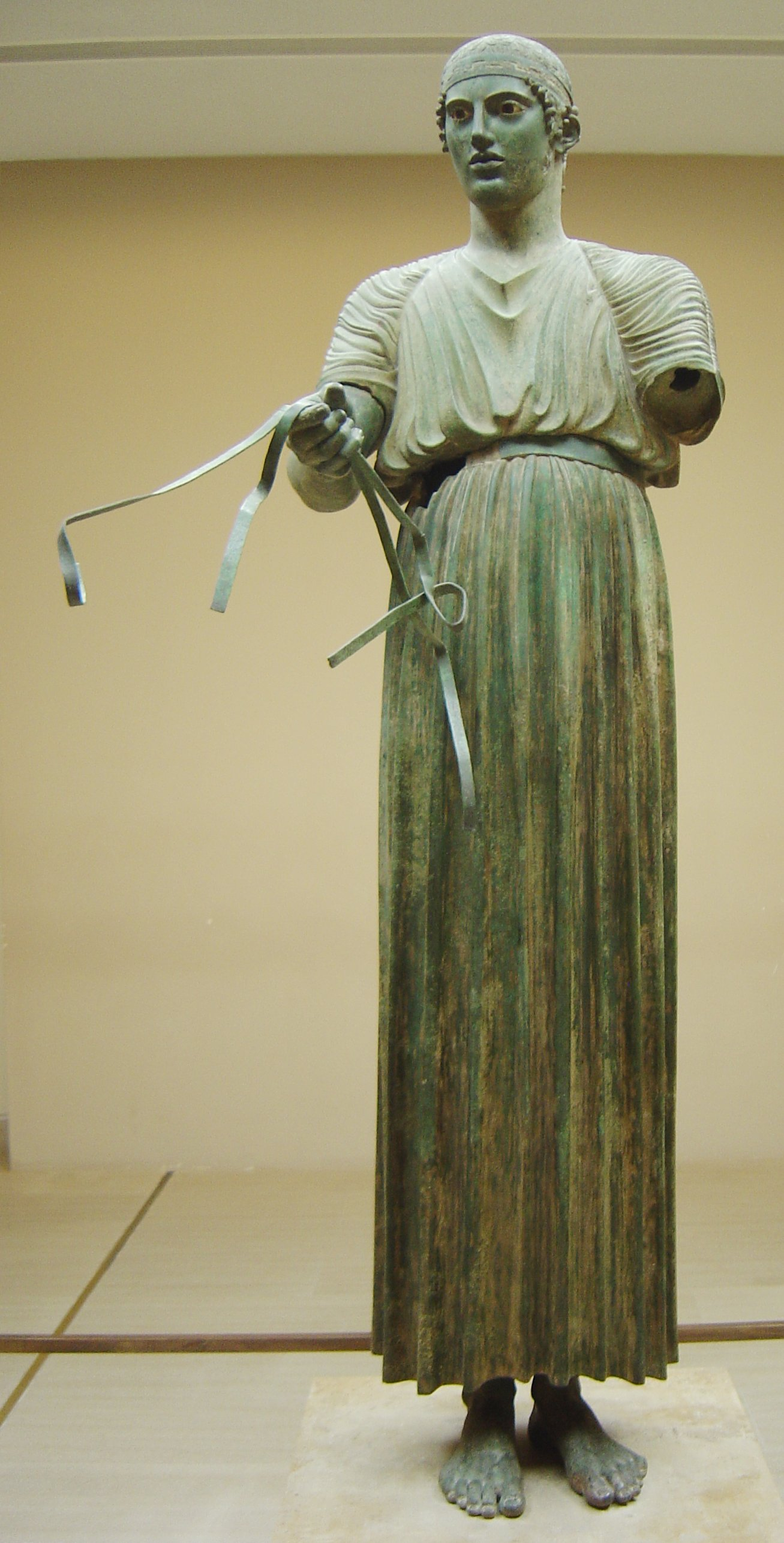
El Auriga de Delfos, Museu Arqueològic de Delfos, una de les grans obres que es conserven de l'escultura grega, datada cap al 470 aC.

Per contrast amb altres formes il·lustrades, les pintures conservades de l'antiga Grècia són molt escasses. Els pintors grecs treballaven principalment en plafons de fusta, i les obres finals van ser admirades durant centenars d'anys després de la seva creació. Tanmateix, aquestes pintures van desaparèixer després del segle iv quan no van ser suficientment protegides. També les inferiors còpies romanes, per exemple les de Pompeia, les escasses mostres conservades trobades en les tombes dels reis de Macedònia a Vergina, a Lèucada també a l'antiga Macedònia, com les de Kazanlak a l'antiga Tràcia.
Les obres conservades de l'antiga escultura grega són més comuns, en particular les dels mestres escultors, com Fídies i Praxíteles. Aquests artistes i els seus seguidors van ser freqüentment emulats pels romans. Tanmateix, els cristians del segle iv i del segle v van veure la destrucció dels ídols pagans com si fos un «acte de pietat». Moltes escultures antigues de marbre van ser cremades amb calç a l'edat mitjana, i van ser foses estàtues de bronze per obtenir el metall. Les estàtues de marbre que van escapar a la destrucció van ser oblidades, o en el cas dels bronzes, perduts en el mar. Algunes han estant recuperades fins i tot al segle xx com els famosos bronzes de Riace o el Déu del cap Artemísion.

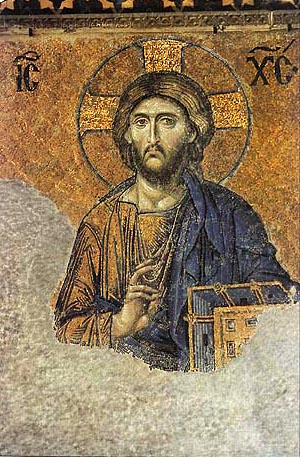
Exemple d'hagiografia ortodoxa grega.

A l'període romà d'Orient, la característica més destacada d'aquesta nova estètica va ser el seu «abstracte», o un caràcter antinaturalista. Si l'art clàssic es va caracteritzar per l'intent de crear representacions que imitaven la realitat ho més fidelment possible, l'art romà d'Orient sembla haver abandonat aquest intent a favor d'un enfocament més simbòlic, l'art religiós era el tema dominant, amb mosaics e iconas que adornaven els edificis religiosos. El terme «escola cretenca» descriu una important escola de pintura d'iconas, també conegut com a art post-romà d'Orient, que va florir mentre Creta estava sota la influència veneciana durant l'Edat mitjana tardana, arribant al seu punt culminant després de la caiguda de Constantinoble, convertint-se en la força central a la pintura grega durant els segles xv, xvi i xvii. Els artistes cretencs van desenvolupar un estil particular de pintura sota la influència tant de les tradicions orientals com occidentals. L'artista més famós de l'escola, El Greco (Domenikos Theotocopoulos), va ser el més reeixit dels nombrosos artistes que van tractar de construir la seva carrera en l'Europa Occidental. La pintura grega moderna, després de la independència i la creació de l'estat grec modern, va començar a desenvolupar-se a l'època del romanticisme i dels artistes grecs absorbit molts elements dels seus col·legues europeus, donant lloc a la culminació de l'estil distintiu d'art romàntic grec.
A començaments del segle xx, Demetrios Galanis, contemporani i amic de Picasso, va aconseguir un ampli reconeixement a França i va ser membre vitalici de l'Acadèmia Francesa, després de la lloança del crític André Malreaux com un artista capaç «de provocar fortes emocions com Giotto». Ja a ple segle xx Nikos Engonópulos va aconseguir reconeixement internacional amb les seves concepcions surrealistes en pintura i poesia, mentre que a la fi de la dècada de 1960, Fótios Kóndoglu, Dimitris Mytaras i Giannis Tsarukhis es van associar amb el realisme crític europeu.
Grècia ha continuat l'antiga tradició escultòrica a les èpoques moderna i postmoderna, amb col·laboradors com el filòsof Costas Axelos i el famós Constantine Andreou, receptor de la Legió d'Honor de França.

### Música

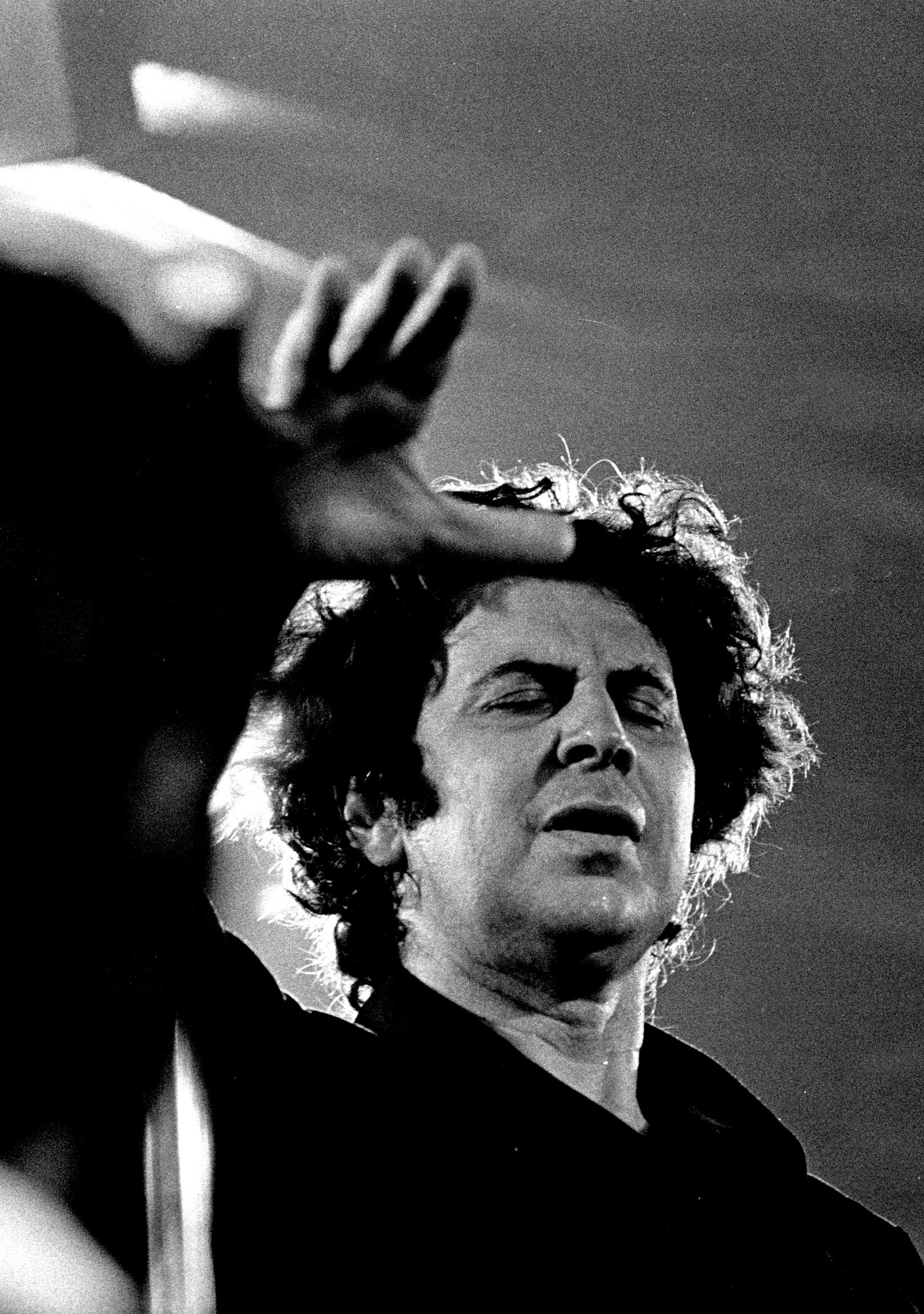
Mikis Theodorakis, compositor popular, que ha tractat d'introduir el buzuki en la cultura dominant.

Grècia té una tradició musical diversa i molt influent, amb la música antiga va influir a l'Imperi Romà, i els cants litúrgics romans d'Orient i la música secular va influir en el renaixement. La música grega moderna combina aquests elements, per aconseguir crear la mateixa interpretació grega d'una àmplia gamma de formes musicals.
La història de la música a Grècia comença novament, amb la Grècia antiga, en gran part estructurada sobre la lira i d'altres instruments de corda secundaris de l'època. Més enllà dels llegats estructurals de l'escala pitagòrica, i dels desenvolupaments matemàtics relacionats, serveix per definir la música clàssica occidental, relativament poc compresa sobre el precís caràcter de la música durant aquest període; va deixar una forta empremta en la cultura de Roma. El que ha estat deduït sobre el paper social i el caràcter de la música grega antiga, ve en gran part de la terrisseria i d'altres formes de l'art grec. La música la utilitzaven en funerals, noces, naixements i festivals religiosos.
Famosos músics grecs són la figura central de la música moderna europea del segle xx Iannis Xenakis, compositor, arquitecte i teòric. Maria Callas, Mikis Theodorakis, i Vangelis també amb contribucions al segle xx, al costat de Nikos Skalkottas, Demis Rusos, Nana Mouskouri, Rotting Christ, Élena Paparizu i Anna Vissi.

### Dansa

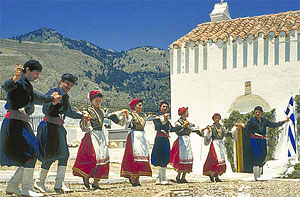
Ballarins de Creta

Els antics grecs creien que la dansa va ser inventada pels Déus i, per tant, associada amb les cerimònies religioses. Creien que els déus van oferir aquest regal només a uns mortals escollits, els qui van ensenyar a ballar a la resta. Hi ha evidències als textos antics que indiquen que la dansa va ser tinguda en gran consideració, en particular per les seves qualitats educatives. El ball, juntament amb l'escriptura, la música i els exercicis físics, era fonamental per al sistema educatiu i molts autors clàssics exalcen les seves virtuts com a medi de cultivar el cos i l'ànima. Balls populars del període romà d'Orient són: El Syrtos, Géranos, Mantília, Saximos, Pyrichios, i Kordakas. Alguns d'aquests balls té els seus orígens a l'antiguitat i encara són representats.
El paper quotidià del ball o dansa popular està mantingut encara a Grècia, més que el seu funcionament com una peça de museu només conservada per actuacions i esdeveniments especials, és una vívida expressió de la vida quotidiana. Les ocasions per al ball són normalment les bodes, les celebracions familiars, i les paneyeria (nom del dia dels 'Sants Patrons'). El ball té el seu lloc en els costums cerimonials que encara es conserven als pobles grecs, com el ball de la núvia durant unes noces i el ball de l'aixovar de la núvia durant els preparatius del casament. Els carnestoltes i Pasqua ofereixen més oportunitats per a reunions familiars i balls. Les tavernes gregues proporcionen entreteniments en directe que sovint inclouen balls populars en el seu programa.
El Kalamatianos i el Tsamikos són considerats balls panhel·lènics i són ballats per tothom a les comunitats de la diàspora. Altres també han travessat les frontera i són coneguts més enllà d'on es van originar; això inclou el Karagouna de Tessàlia, el Pentozalis de Creta, el Zonaradikos de Tràcia, el Tik de la regió del Pont, i el Balos de les illes de l'Egea.
L'avantguardista coreògraf, director i ballarí Dimitris Papaioannou va ser responsable de la 
cerimònia d'obertura dels Jocs Olímpics d'Estiu de 2004, amb una concepció que reflectia les influències clàssiques sobre les formes modernes i experimentals del ball grec.

## Filosofia i ciència
La filosofia és una recerca i reflexió sobre els grans problemes que apassionen la vida dels éssers humans: l'origen de l'home i dels cosmos, l'origen del coneixement, el sentit de la vida, la moral, la llibertat, ho sagrat, etc. Els grecs van ser els precursors de la investigaciócientífica, van utilitzar la raó, l'observació i l'experimentació per cercar explicacions als interrogants que els les plantejaven. Primer es va desenvolupar la filosofia, els filòsofs grecs van tractar de determinar que estaven fetes les coses. Als segles V i VI aC, amb Sòcrates, Plató i Aristòtil, la filosofia es va fer antropocèntrica, és a dir, va posar a l'home en el centre de les seves recerques. Heròdot es va interessar per rastrejar en el passat les causes dels esdeveniments del seu temps. Se'l considera el pare de la història pel seu mètode de recerca].

### Grècia clàssica, hel·lenística i romana d'Orient

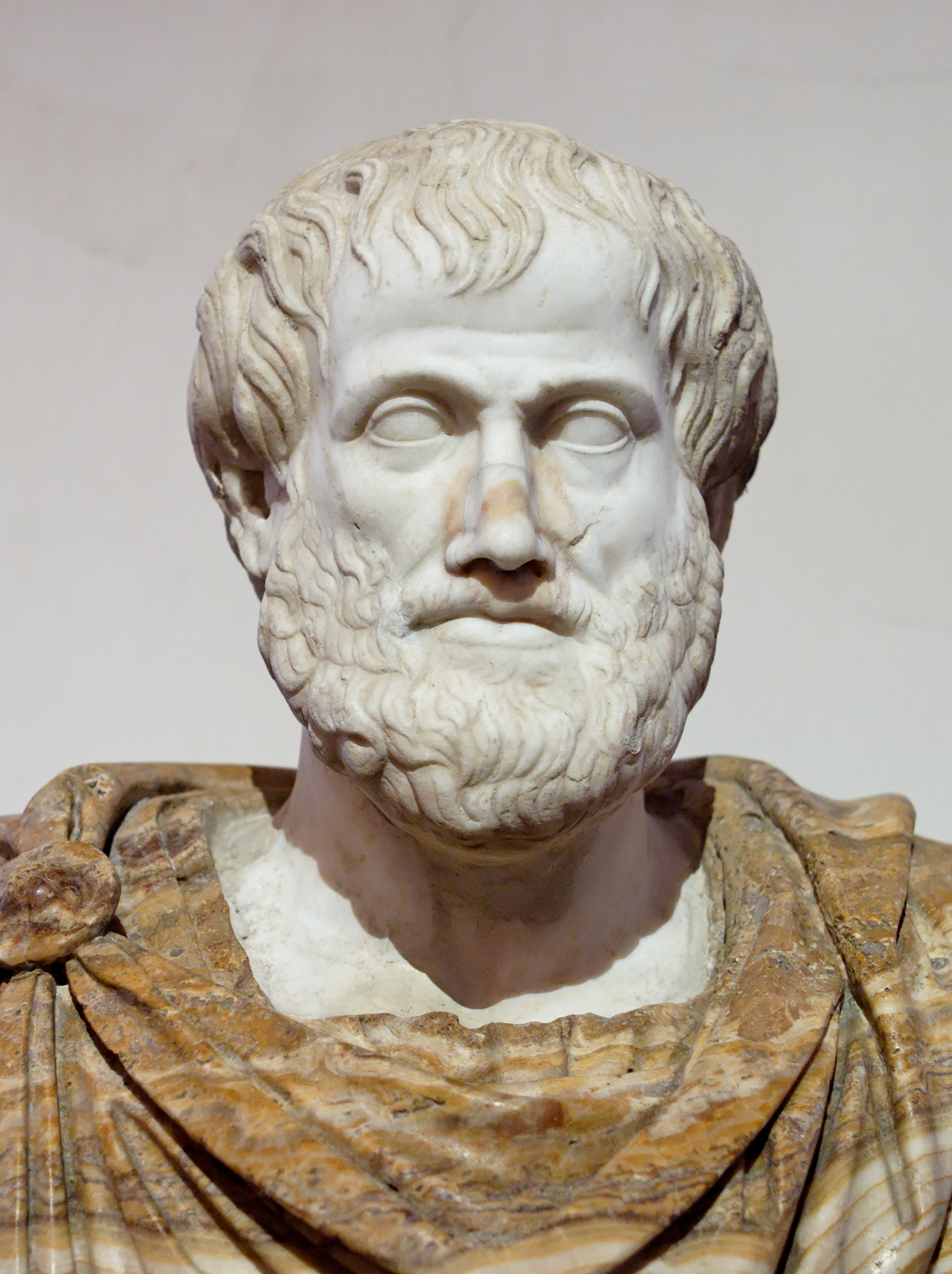
Bust d'Aristòtil

A medicina, els metges encara es remeten al jurament hipocràtic, instituït per Hipòcrates, que és considerat el fundador de la medicina com a ciència. Galè va construir la teoria hipocràtica dels quatre humors, i les seves obres van fundar la medicina a Europa i l'Orient Mitjà durant segles. Els metges Heròfil de Calcedònia i Pau d'Egina van ser pioners en l'estudi d'anatomia, mentre que Dioscòrides Pedaci va escriure un extens tractat sobre la pràctica de la farmacologia.
El període de Grècia clàssica –des del 800 aC fins a l'ascens de Macedònia–, és el que més sovint s'associa amb els avenços grecs en la ciència. Tales de Milet és considerat per molts com el pare de la ciència; va ser el primer dels antics filòsofs que va intentar explicar el món físic en termes naturals més que a causes sobrenaturals. Pitàgores va ser un matemàtic sovint descrit com el «pare dels nombres»; es va creure que va ser el pioner de la percepció de les proporcions numèriques que determinen l'escala, i el teorema de Pitàgores és comunament atribuït a ell. Diofant d'Alexandria, en contrapartida, va ser el «pare de l'àlgebra». Molta de la geometria moderna està basada en l'obra d'Euclides, mentre que Eratòstenes va ser el primer geògraf científic, que va calcular la circumferència de la Terra i va concebre els primers mapes basats en principis científics.
El període hel·lenístic, següent a les conquestes d'Alexandre, va continuar i va desenvolupar aquest coneixement. Hiparc de Nicea és considerat un preeminent observador astronòmic de l'antiguitat, i va ser probablement el primer de desenvolupar un mètode exacte de predicció de l'eclipsi solar, mentre que Aristarc de Samos va ser el primer astrònom conegut en proposar un model heliocèntric del sistema solar, encara que el model geocèntric de Claudi Ptolemeu va ser comunament acceptat fins al segle xvii. Ptolemeu també va contribuir de manera substancial a la cartografia i a la ciència de l'òptica. D'altra banda Arquimedes va ser el primer de calcular el valor de π i d'una progressió geomètrica, i també va ser el primer físic conegut, en descobrir la llei del principi d'Arquimedes i concebre la irrigació mitjançant el dispositiu conegut com a cargol d'Arquimedes.
El període romà d'Orient va quedar principalment com un període de preservació dels termes dels textos clàssics grecoromans; n'hi va haver, tanmateix, significatius fets en els camps de la medicina i l'erudició històrica. La filosofia teològica també va romandre com una àrea d'estudi, personificada per la fundació de la Universitat de Constantinoble. Isidor de Milet i Antemi de Tral·les, els arquitectes de la famosa Església de Santa Sofia de Constantinoble, també van contribuir a les teories matemàtiques concernents a la forma arquitectònica, i l'harmonia matemàtica percebuda necessitava crear una estructura multicupular. Aquestes idees eren la prova de la gran influència de l'arquitecte otomà Sinan a la seva creació de la Mesquita Blava, també a Constantinoble. Tral·les, en particular, va produir diversos tractats de ciències naturals, a més a més d'altres incursions seves en la matemàtica, com la secció cònica.

### Grècia moderna
Els grecs continuen contribuint a la ciència en el món modern. John Argyris, un matemàtic i enginyer grec, és responsable de la invenció de l'anàlisi d'elements finits i del mètode directe de la rigidesa, relatiu a la física. El matemàtic Constantin Carathéodory va treballar en el camp de l'anàlisi real, el càlcul de variacions, i la teoria de la mesura a començaments del segle xx, i va anar a ajudar Albert Einstein a la part matemàtica de la seva teoria de la relativitat. El biòleg Fotis Kafatos pioner al camp de la clonació molecular i genètica; Dimitris Nanopoulos és un destacat teòric físic, que ha fet significatives contribucions en el camp de la física de partícules i la cosmologia. A medicina, Geórgios Papanicolau va contribuir enormement al desenvolupament del diagnòstic del càncer amb la seva prova de Papanicolau. El dissenyador de cotxes grec Alec Issigonis va crear la icona Mini, mentre que el científic computacional Michael Dertouzos va estar entre els pioners d'internet.

## Literatura
Grècia té una destacable, rica i forta tradició literària que abasta uns 2.800 anys i a través de diverses èpoques. L'època clàssica és la que més comunament es relaciona amb la literatura grega, que comença a el 800 aC i manté la seva influència durant el període romà d'Orient, així i tot la influència del cristianisme va començar a engendrar un nou desenvolupament de la paraula escrita. Molts elements de l'antiga tradició mil·lenària estan reflectits en la moderna literatura grega, incloent les obres dels llorejats amb el Premi Nobel, Odysseas Elytis i Giorgos Seferis.

### Grècia clàssica

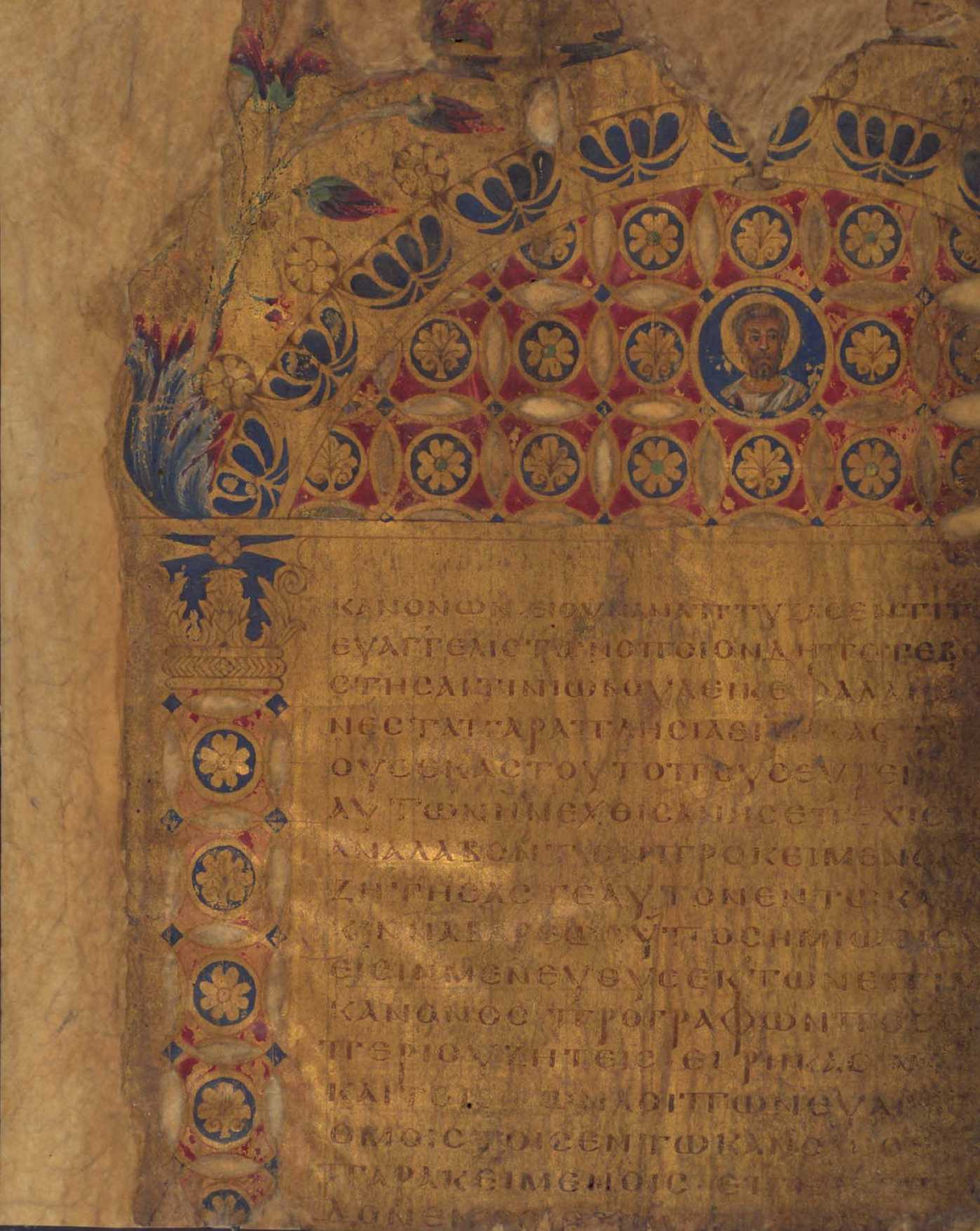
Un evangeli romà d'Orient del, que il·lustra l'estil decoratiu emprat pels escolars d'aquella època.

Les primeres obres de la tradició literària occidental són els poemes èpics d'Homer i Hesíode. La primera poesia lírica, la representada per poetes com Safo i Píndar, va ser la responsable de la definició del gènere líric com és entesa ara com ara en la literatura occidental. Isop va escriure les seves Faules al segle vi aC. Aquestes innovacions van tenir una profunda influència no només en els poetes romans, com Virgili en el seu poema èpic de la fundació de Roma, l'Eneida, sinó que es va estendre a través de tot Europa. Heròdot i Tucídides són considerats els pioners del modern estudi de la història al camp de la recerca filosòfica, literària, i científica. Polibi va ser el primer d'introduir en el seu estudi el concepte de militar.
La filosofia va introduir literatura amb els diàlegs de Plató, mentre que el seu deixeble Aristòtil, a la seva obra Poètica, va formular el primer criteri del criticisme literari. Ambdues figures literàries, en el context de les contribucions de la filosofia grega a les èpoques clàssica i hel·lenística, van donar origen al concepte de ciència política, l'estudi de l'evolució política i la crítica dels sistemes de govern.

### Grècia romana d'Orient
L'expansió del cristianisme per tot el món grecoromà als segles IV, V i VI, al costat de l'hel·lenització de l'Imperi Romà d'Orient que es va produir en el període, portaria a la formació d'una forma literària única, que [combinava influències cristianes, gregues, romanes i orientals –com les de l'imperi persa–. Alhora, això va permetre que es desenvolupés la poesia cretenca, la sàtira poètica a l'Orient grec, i el gènere històric, amb diversos prominents historiadors com Procopi.

### Grècia moderna
La literatura grega va néixer a partir de la revolució grega de 1821 i la subsegüent independència de Grècia el 1831, i com tal, la literatura grega del període està fortament influïda per temes revolucionaris, encara que l'impacte de la literatura grega de la il·lustració també podia ser destacada, a més a més de la influència de les cançons i novel·la acrítiques de l'Imperi Romà d'Orient.
Al segle xx, la tradició literària grega moderna abasta l'obra de Konstantinos Kavafis, considerat una figura clau de la poesia del segle xx, commovedor Giorgos Seferis –les obres i poemes del qual van aspirar a unir la literatura de l'antiga i moderna Grècia– i Odysseas Elytis, els qui van guanyar el Premi Nobel de Literatura. Nikos Kazantzakis és també una gran figura, amb obres com L'última temptació de Crist i Crist recrucificat rebent reconeixement internacional. Vasilis Vasilikós és extensament traduït.

## Llengua

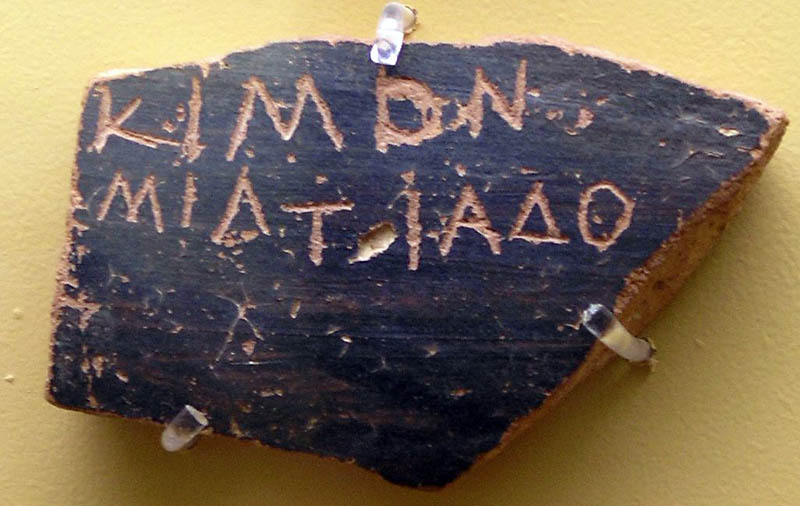
Grec antic a un Ostrakon. Stoà d'Àtal (Atenes)

La llengua grega és l'oficial de la república hel·lènica i té un total de 20 milions de parlants a nivell mundial. És un llengua indoeuropea. És de destacar la intensitat de la seva continuïtat des dels inicis de la prehistòria amb l'escriptura Lineal A vinculada a la civilització minoica, a la més recognoscible escriptura Lineal B, i als dialectes de la Grècia antiga, dels quals el grec àtic és el més semblant al grec modern.
El grec ha tingut un enorme impacte en altres llengües. Directament a les llengües romàniques i indirectament a través de l'emergent llatí durant els orígens de Roma. Signes de la seva influència, i dels seus molts desenvolupaments, poden veure's a través de la família de les llengües de l'occident europeu.
El katharévussa s'estudiava a les escoles gregues i era emprat amb normalitat en documents públics i situacions formals, mentre que el grec demòtic era la llengua parlada familiarment. En el 1976, el grec demòtic va ser declarat la llengua oficial i cap a la fi del segle xx el katharévussa es va considerar obsolet, almenys en la seva forma inicial. Tanmateix, va conviure durant dos segles amb el grec demòtic, pel que moltes regles gramaticals i sintàctiques adoptades pel katharévussa i molt del seu vocabulari arcaïtzant van acabar influint la llengua parlada actualment.

### Internet iGreeklish
Més recentment, a causa de l'apogeu de les comunicacions basades en Internet i en la telefonia mòbil, ha sorgit una forma distinta d'expressió escrita, en part escrita en grec, i en una altra, completament amb caràcters llatins. Aquesta expressió escrita és coneguda com a Greeklish, una forma que es va estendre a través de la diàspora grega i de les dues nacions gregues, Xipre i Grècia. Com a dada anecdòtica, existeixen també publicacions en «Greeklish».

## Educació

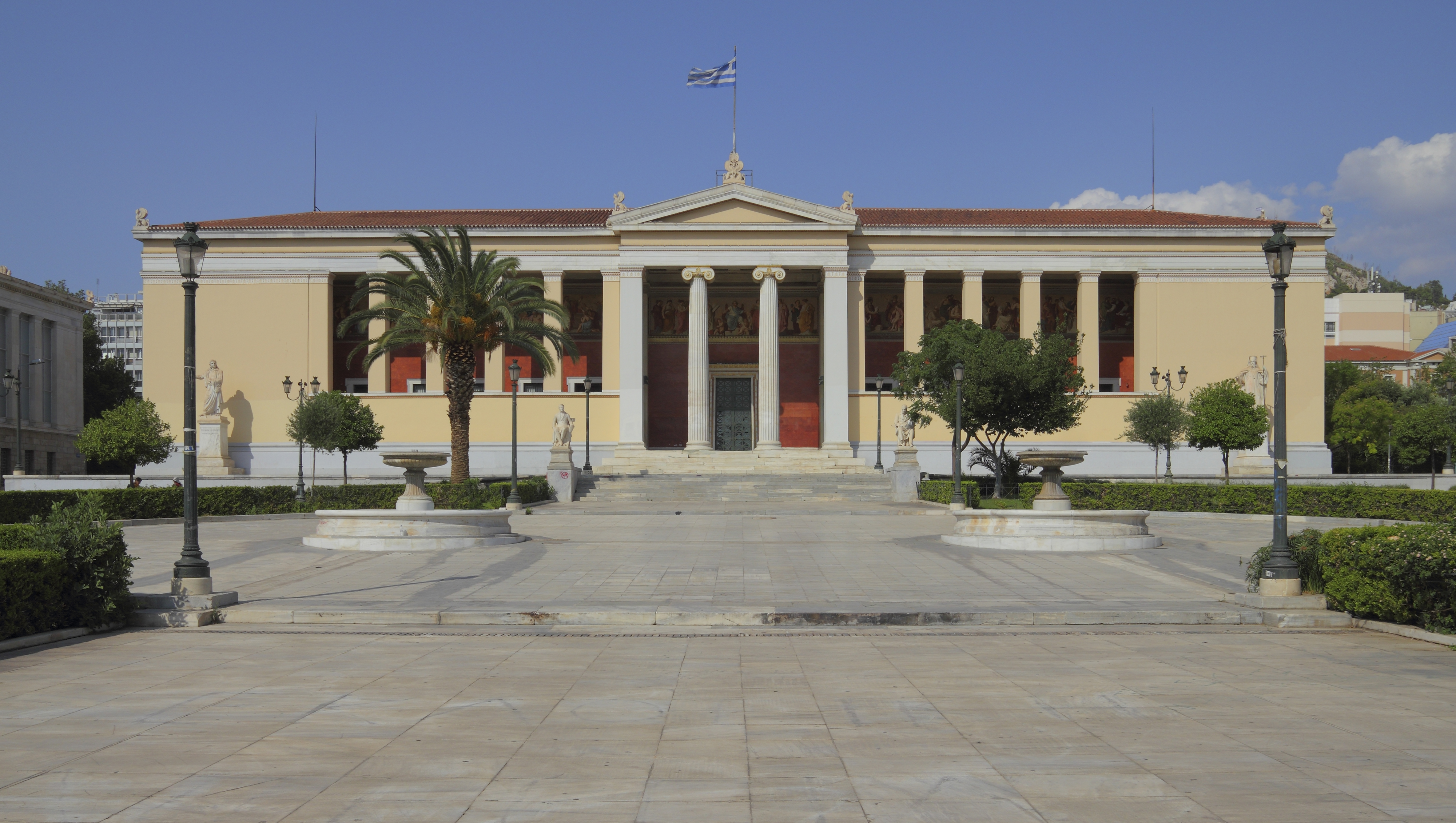
La Universitat d'Atenes, part del sistema d'educació de Grècia.

L'educació a Grècia és obligatòria per a tots els nens entre 6-15 anys; és a dir, inclou Primària (Dimotiko) i l'Ensenyament Secundari Inferior (Gymnasio). La vida dels estudiants a 'escola, tanmateix, pot començar des de l'edat de dos anys i mig (preescolar) en institucions, privades i públiques, nomenades Vrefonipiakoi Paidikoi Stathmi. En alguns Vrefonipiakoi Stathmoi n'hi ha també Nipiaka Tmimata (llars d'infants) que funcionen com la Nipiagogeia (escola bressol).
L'educació secundària postobligatòria, d'acord amb les reformes de 1997 i 2006, consta de dos principals tipus d'escola: Genika Lykeia (general d'ensenyament secundari superior) i l'Epaggelmatika Lykeia (professional d'ensenyament secundari superior), així com l'Epaggelmatikes Sxoles (Escoles professionals).
L'educació superior pública es divideix en Universitats i Institucions d'Educació Tecnològica (TEI). Els estudiants són admesos a aquests Instituts d'acord amb el resultat dels exàmens a nivell nacional que tenen lloc al segon i tercer grau del Lykeio. A més a més, els estudiants són admesos en la Universitat Oberta Hel·lènica fins als 22 anys per sorteig.

## Esports

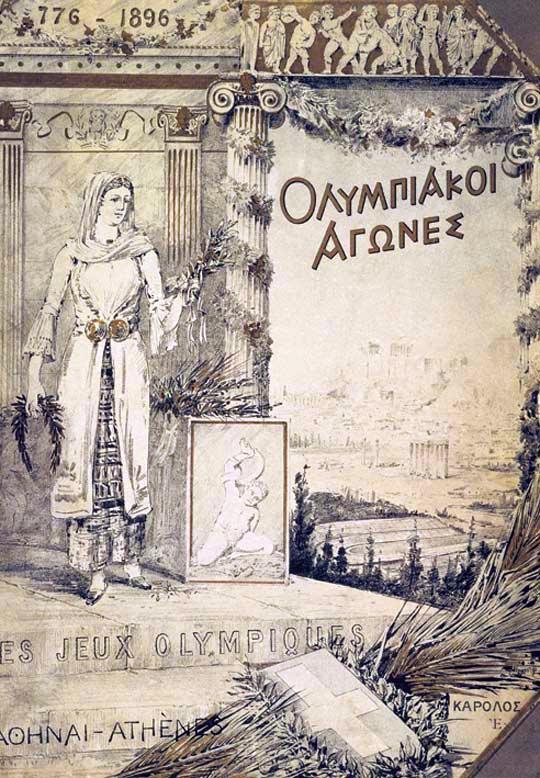
Jocs Olímpics d'Atenes 1896

Els jocs Panhel·lènics i especialment els Jocs Olímpics originats a Grècia en l'antiguitat, centrats prop d'esports individuals com la carrera, la boxa, la lluita, la cursa de carros, el salt de llargada, el llançament de javelina, i el llançament de disc.
Els primers jocs olímpics moderns van tenir lloc en Atenes el 1896, i les Olimpíades van tornar a Atenes com els Jocs Olímpics d'Atenes 2004, fent d'Atenes la quarta ciutat després de París, Londres i Los Angeles en organitzar els moderns jocs olímpics d'estiu dues vegades. Grècia ha estat representada a cada Olimpíada, juntament amb quatre països, Austràlia, França, Gran Bretanya, i Suïssa.
En anys recents, el futbol ha estat entre els esports més populars a Grècia. La selecció de futbol de Grècia inesperadament va guanyar l'Campionat d'Europa de futbol 2004, vencent als locals, la Selecció de futbol de Portugal, a la final. Equips domèstics del futbol inclouen AEK Atenes FC, Olympiacos FC, Panathinaikos FC i PAOK Salònica FC.
El bàsquet també gaudeix de considerable popularitat a Grècia. La selecció de bàsquet de Grècia, dirigit per Nikos Galis, va guanyar l'Eurobasket de 1987 a Atenes, contra la Unió Soviètica. L'equip també va guanyar l'Eurobasket de 2005 a Belgrad contra Alemanya. Equips domèstics de bàsquet han estat importants a l'Eurolliga: Panathinaikos BC ha guanyat el campionat europeu tres vegades, els anys 1996, 2000 i 2002 i la copa intercontinental el 1996 i l'Olympiacos BC va guanyar el campionat europeu el 1997. També el PAOK Tessalònica BC va guanyar la Recopa d'Europa de Bàsquet el 1991 i la Copa Korac el 1994. Més recentment, la selecció de bàsquet de Grècia va quedar segona al Campionat del Món de bàsquet masculí de 2006.

## Política
Grècia és una República Parlamentària des de l'1 de juny de 1975, amb un president assumint un rol de vegades més cerimonial que en altres repúbliques, i amb un Primer Ministre escollit pel líder de l'aliança majoritària del parlament. Grècia té una constitució codificada i una Carta dels Drets en ella. El poder legislatiu és monocameral i el judicial compte amb una Cort i un Tribunal Suprem. El sistema legal es basa en el dret romà. Amb corts dividides en assumptes civils, administratius i criminals.
La política de la tercera República Hel·lènica ha estat dominada pels dos principals partits polítics, el socialista PASOK i el conservador Nea Demokratia. Fins fa poc, el PASOK havia dominat l'escena política, presidint sobre les taxes de creixement oportunes econòmicament, però no repartint on la desocupació i els assumptes estructurals com la liberalització del mercat, estaven interessats.
L'elecció al govern de Nova Democràcia el 2004 ha conduït diverses iniciatives per modernitzar el camp, tant el pla d'educació universitària anterior com la liberalització del mercat de treball. Políticament l'oposició ha estat enorme per a alguns d'aquests moviments a causa del moviment dels treballadors de Grècia -el qual molesta l'ala dreta de l'administració i les idees neoliberals–. La població en general sembla que està lluny d'acceptar moltes de les iniciatives, que està reflectit en el suport governamental.

## Religió

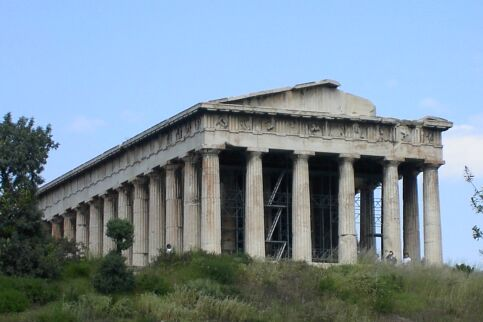
El temple d'Hefest és un temple situat al nord-est de l'àgora d'Atenes. Des del fins al 1834 va servir d'església ortodoxa grega amb el nom de Sant Jordi Akamates.

La religió de l'antiga Grècia abasta la col·lecció de les creences i rituals practicats a la Grècia Antiga en la forma de pràctiques culturals, homòlogues de la mitologia grega. Al món grec, la pràctica religiosa variava el suficient com per poder parlar de religions gregues. Les pràctiques culturals dels grecs s'estenien més enllà de la Grècia continental, a les illes i les costes de Jònia (a l'Àsia Menor), a la Magna Grècia (Sicília i Itàlia del sud), i a les colònies gregues disperses pel Mediterrani occidental, com Massília. Hi ha una creença entre els erudits que la primera religió grega va provenir o va estar molt influïda pel xamanisme de les estepes de l'Àsia central fins a la colònia grega d'Òlbia a Escítia), a la vora nord de la mar Negra, i d'allà a Grècia.
La Grècia clàssica, amb els seus orígens a la Grècia micènica, manté la seva fascinació en la moderna Grècia, no solament com una conseqüència del que són, per als habitants, les ineludibles restes físiques dels temples que esquitxan el paisatge i van definir l'arquitectura occidental fins principis del segle xx, sinó perquè romanen, segons les xifres del ministeri de l'interior grec, al voltant de 30.000 partidaris de la religió antiga vivint a la Grècia actual. El llegat de la mitologia grega continua exercint una profunda influència no solament sobre la moderna imaginació popular occidental moderna més àmplia sinó també sobre literatura grega moderna.
L'Església Ortodoxa grega, degut principalment a la importància de l'Imperi Romà d'Orient en la història grega, a més a més del seu paper a la revolució, és una institució molt popular en la moderna Grècia. El seu rol en la societat i el seu rol envers la cultura grega són molt importants; molts grecs acudeixen a l'església almenys un cop al mes i el dia de Pasqua dels Ortodoxos de l'Est (parcialment diferent a la Pasqua Protestant i Catòlica), guarda especial significança. Mentre que els líders de l'Església no tenen la influència ni la popularitat de, per exemple, dels Imam als països islàmics, encara condueixen una relativa quantitat de poder, a través del populisme i el fet que la constitució no fa una separació explícita d'Església i Estat; un debat a començaments del 2000 sobre els documents d'identitat i si l'Església havia de ser llistada en aquests, remarca la fricció entre estat i església en diversos assumptes. Grècia es declara, aparentment, com un dels països més religiosos d'Europa, segons l'Eurostat; tanmateix, mentre l'església és la institució moral i cultural per excel·lència, existeix un contrast amb els religiosos protestants que és més obvi que en altres països de l'Europa mediterrània catòlica.
Grècia també té una important minoria de musulmans a Tràcia oriental (al voltant de 100-150.000), amb els seus llocs de culte garantits des del 1923 pel Tractat de Lausana. L'Estat grec ha aprovat la construcció d'una mesquita principal per a la comunitat musulmana d'Atenes sota la llibertat de religió segons les disposicions de la Constitució grega.